# Stelio Savante
Stelio Savante es un actor, cineasta y productor sudafricano y estadounidense. Es conocido por sus papeles como periodista sudafricano y agente encubierto del Mossad junto a Jim Caviezel y Claudia Karvan en el thriller político Infidel, un alcalde portugués junto a Matt Dillon en el drama hawaiano Running for Grace, un policía rebelde en el drama épico sudafricano Colors of Heaven, y un diputado de un pequeño pueblo junto a Cress Williams, Kellan Lutz y Anne Heche, en su última actuación cinematográfica en la película What Remains. En 2007, se convirtió en el primer hombre nacido en Sudáfrica nominado al premio del Sindicato de Actores de Cine (Mejor Reparto en una Comedia) por su papel recurrente en Ugly Betty seguido de papeles en las películas de estudio Mi súper ex novia y Starship Troopers 3: Marauder. También es conocido por los papeles de Moisés en la serie bíblica The Chosen, y la voz de Ajax en los populares videojuegos Call of Duty: Black Ops 4 y Call of Duty: Mobile.

## Primeros años
Capetoniano de ascendencia griega, italiana, británica, asquenazí y anatolia, su abuelo fue un piloto de carreras que colocó y ganó medallas en el Rally de Montecarlo de 1955. Habla afrikáans y griego con fluidez, se graduó de Camps Bay High School, emigró de Sudáfrica a los Estados Unidos cuando la Universidad de West Alabama le ofreció una beca internacional de tenis y se mudó nuevamente a la ciudad de Nueva York en 1992 para seguir una carrera actoral.

## Carrera

### Nueva York
Su debut en horario estelar se produjo en Law & Order: Special Victims Unit como un fundamentalista bosnio-musulmán. Dirigido por el ganador del Premio Óscar Juan José Campanella y también protagonizado por Bradley Cooper y Alfred Molina, el episodio fue nominado a un Emmy. Otros créditos televisivos incluyen Law & Order: Criminal Intent junto a Chris Noth y Annabella Sciorra, Los Soprano, Guiding Light, All My Children, como Dan 'Schaffy' Schaffner en el piloto de Jim Breuer para Pulp Comics en Comedy Central y recurrente como Antonio en Late Night with Conan O'Brien.
Sus créditos cinematográficos incluyen la comedia Mi súper ex novia, dirigida por Ivan Reitman, protagonizada junto a Anna Faris, Eddie Izzard, Uma Thurman, Luke Wilson y Rainn Wilson, y la ganadora del Premio Óscar A Beautiful Mind, de Ron Howard, junto a Russell Crowe.
Sus créditos teatrales incluyen papeles principales en los estrenos estadounidenses y neoyorquinos de la premiada obra belga My Blackie de Arnie Sieren, The Case Of Kaspar Meyer del dramaturgo belga Jean-Yves Picq, Arabian Night del dramaturgo alemán Roland Schimmelpfennig dirigida por Trip Cullman, Murder in the First de Dan Gordon, dirigida por el exalumno de American Theatre Wing, Michael Parva, y Mortal Coils, dirigida por el miembro vitalicio de Actors Studio, Ed Setrakian.

### Los Ángeles
Savante se mudó a Los Ángeles en 2006 para interpretar el papel recurrente de Steve en Ugly Betty, producida por Salma Hayek. Recibió una nominación del Sindicato de Actores de Cine junto con el elenco principal en 2007.
Los créditos televisivos de Savante en Los Ángeles también incluyen un papel recurrente en My Own Worst Enemy, papeles principales de estrella invitada en Undercovers de J. J. Abrams junto a Boris Kodjoe y Gugu Mbatha-Raw, The Suite Life on Deck, Person of Interest junto a Jim Caviezel, Without a Trace junto a Marianne Jean-Baptiste e Ivana Milicevic, Breakout Kings junto a Jimmi Simpson y NCIS. Interpretó a Joe Masseria en la miniserie de ocho partes The Making of the Mob: New York para AMC y a David Sarnoff en American Genius para National Geographic.
Recibió críticas positivas por su papel en el largometraje A Million Colors, que se proyectó en el Festival Internacional de Cine de Montreal, el Festival de Cine Panafricano, el Festival de Cine del Atlántico, y también recibió dos South African Film and Television Awards.
Sus créditos cinematográficos incluyen un papel protagónico en la película de Sony Pictures Entertainment Starship Troopers 3: Marauder, producida por el nominado al Premio Óscar David Lancaster, un papel secundario en la ganadora del premio Movieguide What If... y un papel protagónico junto a Isaach de Bankolé y Juliet Landau en Where the Road Runs Out, el primer largometraje filmado en Guinea Ecuatorial, ganador del Premio a la Mejor Película Narrativa en el Festival de Cine de San Diego de 2014 y un Premio Black Reel al Cine Mundial Sobresaliente en 2017.
Savante protagonizó Eisenstein in Guanajuato, de Peter Greenaway, que fue nominada al Oso de Oro en el Festival Internacional de Cine de Berlín de 2015. También protagonizó la película independiente Pacific Standard Time junto a Alex Russell y Willa Holland, así como la serie de HBO Togetherness dirigida por Mark Duplass y Jay Duplass, y la película sobre tráfico sexual Selling Isobel , ganadora del 'Indie Award' en el Festival de Cine de Raindance en 2016. Actuó como invitado en The Chosen de Dallas Jenkins y en The Haves and the Have Nots de Tyler Perry.
Savante actuó junto a Matt Dillon y Jim Caviezel en Running for Grace dirigida por David L. Cunningham, y junto a Michael Beach y George Blagden en la comedia romántica No Postage Necessary. Interpretó el papel de Ajax en Call of Duty: Black Ops 4. Savante fue elegido junto a Jim Caviezel por tercera vez, y también trabajó directamente junto a Claudia Karvan en el thriller político Infidel de Cyrus Nowrasteh, que se estrenó el 18 de septiembre de 2020.

### Películas y obras de teatro producidas
Savante ha desempeñado un papel de producción en películas como No Postage Necessary, Selección oficial del Festival de Cine Heartland protagonizada por George Blagden, Michael Beach y Raymond J. Barry haciendo historia como la primera película que se estrenó a través de la tecnología blockchain y disponible para transmitir usando criptomonedas como pago, la película religiosa The Penitent Thief lanzada por Vertical Entertainment, y el drama Selling Isobel protagonizado por Lew Temple, Alyson Stoner y Matthew Marsden, ganador del Raindance 2016 distribuido por Gravitas Ventures, y varios cortometrajes.
Para conmemorar el décimo aniversario de los Atentados del 11 de septiembre de 2001 Stelio produjo e interpretó 110 Stories Celebrity Benefit Performances con Katie Holmes, Samuel L. Jackson, Melissa Leo, Cynthia Nixon y Jeremy Piven en el Skirball Center for The Performing Arts de NYU. Fue dirigido por Gregory Mosher. Savante describe 110 Stories como una oportunidad para dar a la gente un cierre sobre los ataques; estaba en la ciudad de Nueva York en el momento de los ataques, y cita eso como una de las razones por las que produce la obra. En 2010, también produjo e interpretó el debut en el teatro de Los Ángeles de 110 Stories Celebrity Benefit Performances en el Geffen Playhouse, con John Hawkes y Ed Asner dirigido por Mark Freiburger. Todas las ganancias fueron donadas a la Cruz Roja de Los Ángeles como ayuda a Haití después del terremoto. En 2013, produjo e interpretó 110 Stories en Ebony Rep en Los Ángeles. Las ganancias fueron donadas a la Operación Gratitud. Y nuevamente produjo e interpretó 110 Stories junto a Robert Forster y Mira Sorvino, dirigida por su maestro de actuación Bill Alderson en 2016. Como dramaturgo, su obra de un acto Venom fue autoproducida Off-Broadway y nominada como finalista del festival Love Creek de Samuel French.
Sus créditos en videojuegos incluyen: Call of Duty: Black Ops 4 y Call of Duty: Mobile, Tom Clancy's Ghost Recon: Future Soldier, Uncharted 3: La traición de Drake, Mass Effect 2, Army of Two: The 40th Day, Red Alert 3 y Midnight Club .

## Vida personal
Savante fue diagnosticado con enfermedad celíaca en 2010 y se ha convertido en un defensor vocal de otros enfermos. Afirmó que la enfermedad atacó sus órganos, incluido su hígado. Más tarde también fue diagnosticado con tiroiditis de Hashimoto.

## Filmografía seleccionada
| Año       | Proyecto                                 | Papel                                                          | Notas                             |
| --------- | ---------------------------------------- | -------------------------------------------------------------- | --------------------------------- |
| 2023      | Fresh Kills                              | Nello                                                          |                                   |
| 2023      | Nefarious                                | Detective Russo                                                |                                   |
| 2022      | What Remains                             | Scott                                                          |                                   |
| 2021      | Pups Alone                               | Lenny                                                          |                                   |
| 2021      | Under the Stadium Lights                 | Productor                                                      |                                   |
| 2021      | Destination Marfa                        | Vincent, The Hitchhiker                                        |                                   |
| 2020      | The Penitent Thief                       | Tiran                                                          |                                   |
| 2020      | The Chosen                               | Moises                                                         |                                   |
| 2020      | Infidel                                  | Pierre Barthes                                                 |                                   |
| 2019      | Bernie the Dolphin                       | Brock Winters                                                  |                                   |
| 2019      | I Am That Man                            | Detective Olsen                                                |                                   |
| 2019      | The Message (Camp Arrowhead)             | Gerald Walker                                                  |                                   |
| 2019      | Rapid Eye Movement                       | Steve Larabee                                                  |                                   |
| 2018      | Running for Grace                        | Mayor                                                          | Blue Fox, Netflix                 |
| 2018      | Call of Duty: Black Ops 4                | Ajax                                                           | Videojuego                        |
| 2018      | No Postage Necessary                     | Agent Ames                                                     |                                   |
| 2018      | Arrested Development                     | "Gator"                                                        | 1 episodio                        |
| 2018      | Death House                              | Dr. Roos                                                       |                                   |
| 2018      | The Haves and the Have Nots              | Dino Malone                                                    | 1 episodio                        |
| 2018      | The Cleaning Lady                        | Michael                                                        |                                   |
| 2017      | Odious                                   | Eddie                                                          |                                   |
| 2017      | Blood in the Water                       | Marius Roos                                                    |                                   |
| 2017      | Army Dog                                 | Sheriff Bill                                                   |                                   |
| 2017      | Uncharted: El legado perdido             | Shoreline Mercenary                                            | Videojuego                        |
| 2017      | Windsor                                  | Pierre Gandy                                                   |                                   |
| 2017      | Pronoia                                  | Jeff                                                           | Cortometraje                      |
| 2016      | Cassidy Way                              | Conductor                                                      |                                   |
| 2016      | Apartment 407                            | Alfonso                                                        |                                   |
| 2016      | Media                                    | Howard Boston                                                  | Película de TV                    |
| 2016      | Call of Duty: Infinite Warfare           | Shoreline Mercenary                                            | Videojuego                        |
| 2016      | Uncharted 4: A Thief's End               | Villain Sniper                                                 | Videojuego                        |
| 2015      | American Genius                          | David Sarnoff                                                  |                                   |
| 2015      | Togetherness                             | Yanni                                                          | 1 episodio                        |
| 2015      | Eisenstein in Guanajuato                 | Hunter S. Kimbrough                                            |                                   |
| 2015      | The Making of the Mob: New York          | Joe Masseria                                                   | 2 episodios                       |
| 2014      | Once We Were Slaves                      | Demas                                                          |                                   |
| 2014      | Pacific Standard Time                    | Marius Roos                                                    |                                   |
| 2014      | Person of Interest                       | Aris Zappo                                                     | 1 episodio                        |
| 2013      | Jimmy                                    | Mr. Laney                                                      |                                   |
| 2013      | Selling Isobel                           | Alfonso                                                        |                                   |
| 2013      | The Secret Village                       | Joe                                                            |                                   |
| 2013      | Awakened                                 | Benny                                                          |                                   |
| 2012      | Where the Road Runs Out                  | Martin                                                         |                                   |
| 2012      | Tom Clancy's Ghost Recon: Future Soldier | Nigerian Mercenary / voces adicionales                         | Videojuego                        |
| 2012      | Breakout Kings                           | Malko                                                          | 1 episodio: "Double Down"         |
| 2011      | Uncharted 3: La traición de Drake        | Indian Ocean Pirates / Various Characters                      | Videojuego                        |
| 2011      | A Million Colours                        | Shawn Dixon                                                    |                                   |
| 2010      | Undercovers                              | Hollis Kruger                                                  | 1 episodio: "Instructions"        |
| 2010      | Mass Effect 2                            | Guardia                                                        | Videojuego                        |
| 2010      | Army of Two: The 40th Day                | Russian Elite / Russian Grunt / SA Guard / SA Elite / SA Grunt | Videojuego                        |
| 2010      | A Million Colours                        | Shawn Dixon                                                    |                                   |
| 2010      | The Suite Life on Deck                   | Stefan                                                         | 1 episodio: "Breakup in Paris"    |
| 2010      | What If...                               | Joel                                                           |                                   |
| 2010      | Finding Hope Now                         | Ruben                                                          |                                   |
| 2009      | Red Alert 3: Uprising                    | Sergei                                                         | Videojuego                        |
| 2009      | Sin rastro                               | Dimitri Melvychenko                                            | 1 episodio: "Heartbeats"          |
| 2008      | My Own Worst Enemy: Conspiracy Theory    | Oliver Chelovich / John Bentley                                | 2 episodios                       |
| 2008      | Corrado                                  | Antonio                                                        |                                   |
| 2008      | Command & Conquer: Red Alert 3           | Sergei                                                         | Videojuego                        |
| 2008      | Starship Troopers 3: Marauder            | "Bull" Brittles                                                | Directo a video                   |
| 2007      | NCIS                                     | Danny Coyle                                                    | 1 episodio: "Requiem"             |
| 2007      | Ugly Betty                               | Steve                                                          | Recurrente, 8 episodios           |
| 2006      | Mi súper ex novia                        | Leo                                                            |                                   |
| 2005      | Law & Order: Criminal Intent             | Phil Bartoli                                                   | 1 episodio: "Unchained"           |
| 2005      | Law & Order: Special Victims Unit        | Milan Zergin                                                   | 1 episodio: "Night"               |
| 2003      | All My Children                          | Guard Berger                                                   | 7 episodios                       |
| 2003      | Midnight Club II                         | Primo                                                          | Videojuego                        |
| 2001      | A Beautiful Mind                         | Lab Technician                                                 |                                   |
| 2000      | Astoria                                  | Nick                                                           |                                   |
| 2000      | Los Soprano                              | Gaetano Giarizzio                                              | 1 episodio: "Full Leather Jacket" |
| 2000      | Guiding Light                            | Mr Black                                                       | 2 episodios                       |
| 1998      | Pulp Comics: The Jim Breuer Show         | Dan Schaffner                                                  | 1 episodio                        |
| 1996      | Close Up                                 | Frankie                                                        |                                   |
| 1995–1996 | Late Night with Conan O'Brien            | Antonio                                                        | 2 episodios                       |